# 1 Pułk Jazdy Kaliskiej

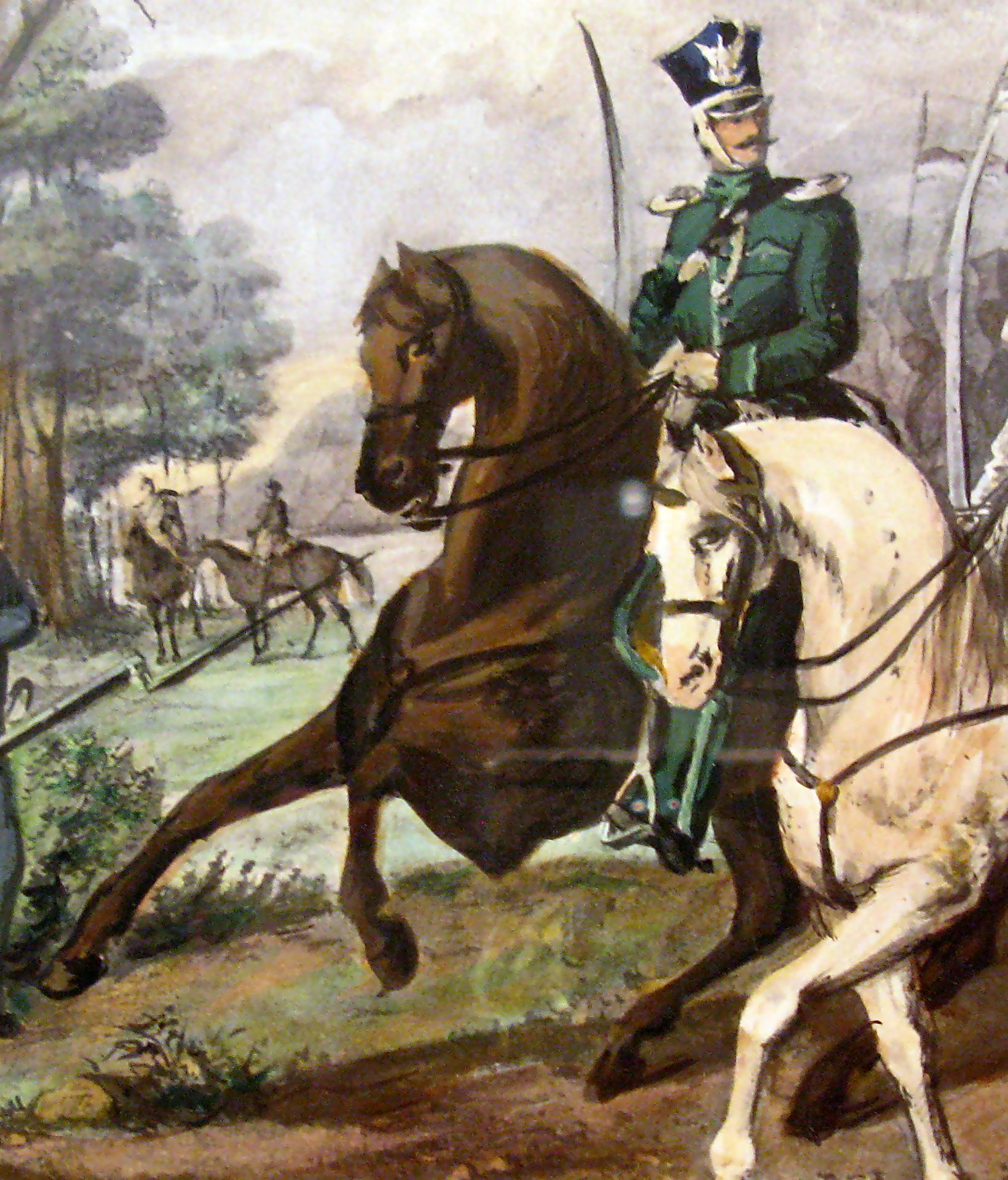
Jeździec Jazdy Kaliskiej

1 Pułk Jazdy Kaliskiej – pułk jazdy polskiej doby powstania listopadowego, sformowany w województwie kaliskim.
Sformowany z ochotników 4 grudnia 1830. W miejscowościach: Warta, Uniejów, Sieradz i Konin tworzono poszczególne szwadrony. W połowie miesiąca pułk liczył 92 oficerów oraz 523 podoficerów i żołnierzy. W końcu grudnia 1830 żołnierze pułku uzbrojeni byli w pałasze, lancę i parę pistoletów. 
31 stycznia 1831 pułk stanął w Warszawie. Przydzielony został do dywizji gen. Jankowskiego i pełnił służbę patrolową nad Bugiem i Narwią. Liczył wówczas 702 ludzi i 724 konie.
Pułk otrzymał 4 krzyże złote i 3 srebrne.

## Dowódcy pułku
- płk Mamert Dłuski,
- ppłk Lucjan Borkowski (3 kwietnia),
- mjr Kacper Korytkowski (6 maja),
- mjr Kazimierz Słotwiński (ppłk od 4 lipca, dowódca oddzielnego dywizjonu).

## Obsada personalna
- dowódca I dywizjonu - płk Franciszek Gajewski
  - dowódca 2 szwadronu - kpt. Dąbrowski
- dowódca II dywizjonu - ppłk Korycki
  - dowódca 4 szwadronu - kpt. Słotwiński

## Walki pułku
Pułk brał udział w walkach w czasie powstania listopadowego.
Bitwy i potyczki:
- Kawęczyn (19 lutego 1831),
- Czarna (1 kwietnia 1831),
- Parysów (9 kwietnia 1831),
- Szczepankowo (19 maja 1831),
- Wilno (19 czerwca 1831),
- Drohiczyn (22 lipca 1831),
- Leśna (27 lipca 1831),
- Przytyk (11 sierpnia 1831),
- Piotrków (2 września 1831)
- Kalisz (6 września 1831).